# 버티고개역
버티고개역(Beotigogae station)은 서울특별시 중구 신당동에 있는 서울 지하철 6호선의 지하철역이다. 이 역은 산성역, 서울역 다음으로 깊으며, 서울교통공사 소속 도시철도 역 중에서는 가장 심도가 깊은 역이기도 하다.

## 역사
- 2000년 12월 15일 : 서울 지하철 6호선 응암 ~ 상월곡 구간 개통했으나 열차 무정차
- 2001년 3월 9일 : 개통과 함께 영업 개시
- 일자 불명:자연채광 폐지

## 역명 유래
옛날 순라꾼들이 야경을 돌면서 "번도!"(番盜, 도둑)라고 외치면서 도둑을 쫓았으므로 번티(番峙)라고 하다가 나중에 버티로 변했고 한자명으로 부어치(扶於峙) 또는 벌아령(伐兒嶺), 파제령(波堤嶺)이라고 불린 버티고개가 이 인근에 있는데서 붙여졌다.

## 역 구조
상대적으로 고지대에 위치하고 있어 상당히 깊은 편이며, 서울 지하철 2호선의 이대역 및 수도권 전철 4호선의 남태령역처럼 경사형 엘리베이터가 설치되어 있다. 승강장은 2면 2선의 상대식 승강장이 있는 터널형 구조로 구성되어 개방적인 느낌을 주었으나, 스크린도어 설치 이후 선로 쪽에 지붕이 설치되었다.

### 승강장
2면 2선의 곡선 상대식 승강장이 있는 지하역이다. 승강장에는 스크린도어가 설치되어 있다. 대합실을 통과해 반대편 승강장으로 이동이 가능하다.
또한 곡선 승강장인 특성상 승강장과 열차사이의 단차가 있으므로 승, 하차시 주의를 요한다.
| 한강진 ↑ |
| \| 상    |
| ↓ 약수   |

| 상행 | ● 서울 지하철 6호선 | 삼각지 · 효창공원앞 · 합정 · 응암 방면 |
| 하행 | ● 서울 지하철 6호선 | 동묘앞 · 고려대 · 석계 · 신내 방면     |

## 이용객 변동
2001년 자료는 개통일인 2001년 3월 9일부터 12월 31일까지 298일간의 집계를 반영한 것이다.
| 노선  | 노선   | 일평균 인원수 (명/일) | 일평균 인원수 (명/일) | 일평균 인원수 (명/일) | 일평균 인원수 (명/일) | 일평균 인원수 (명/일) | 일평균 인원수 (명/일) | 일평균 인원수 (명/일) | 일평균 인원수 (명/일) | 일평균 인원수 (명/일) | 일평균 인원수 (명/일) | 각주  |
| 노선  | 노선   | 2000년                | 2001년                | 2002년                | 2003년                | 2004년                | 2005년                | 2006년                | 2007년                | 2008년                | 2009년                | 각주  |
| ----- | ------ | --------------------- | --------------------- | --------------------- | --------------------- | --------------------- | --------------------- | --------------------- | --------------------- | --------------------- | --------------------- | ----- |
| 6호선 | 승차   | 미개통                | 2,083                 | 2,297                 | 2,403                 | 2,407                 | 2,394                 | 2,465                 | 2,476                 | 2,516                 | 2,537                 | [ 2 ] |
| 6호선 | 하차   | 미개통                | 2,045                 | 2,304                 | 2,421                 | 2,406                 | 2,374                 | 2,454                 | 2,473                 | 2,503                 | 2,513                 | [ 2 ] |
| 6호선 | 승하차 | 미개통                | 4,128                 | 4,601                 | 4,824                 | 4,814                 | 4,769                 | 4,919                 | 4,949                 | 5,020                 | 5,050                 | [ 2 ] |
| 노선  | 노선   | 2010년                | 2011년                | 2012년                | 2013년                | 2014년                | 2015년                | 2016년                | 2017년                |                       |                       | [ 2 ] |
| 6호선 | 승차   | 2,563                 | 2,587                 | 2,573                 | 2,622                 | 2,661                 | 2,584                 | 2,525                 | 2,487                 |                       |                       | [ 2 ] |
| 6호선 | 하차   | 2,498                 | 2,552                 | 2,567                 | 2,566                 | 2,565                 | 2,467                 | 2,388                 | 2,305                 |                       |                       | [ 2 ] |
| 6호선 | 승하차 | 5,062                 | 5,139                 | 5,140                 | 5,189                 | 5,226                 | 5,051                 | 4,913                 | 4,792                 |                       |                       | [ 2 ] |

## 역 주변
- 장원중학교
- 장충중학교
- 장충고등학교
- 신당3동주민센터
- 약수시장
- 남산타운아파트
- 서울방송고등학교

## 사진

버티고개역
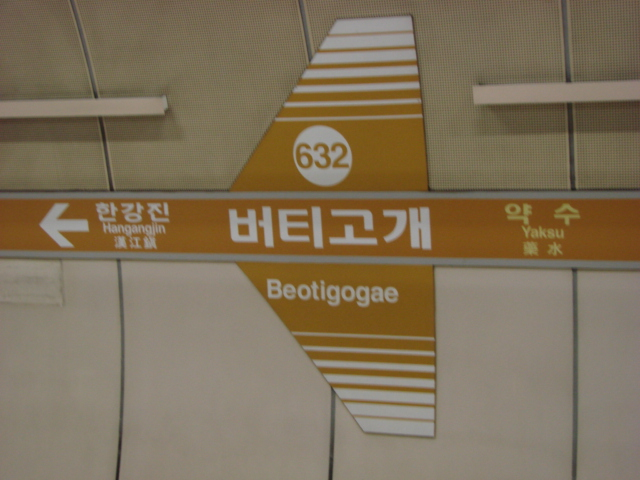
역명판
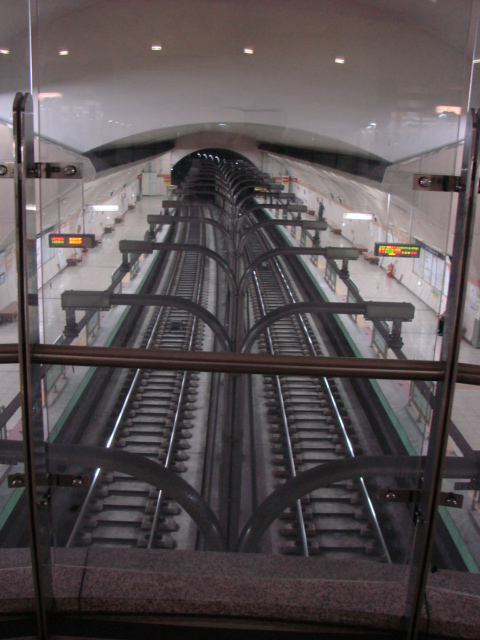
승강장 (스크린도어 설치 전)
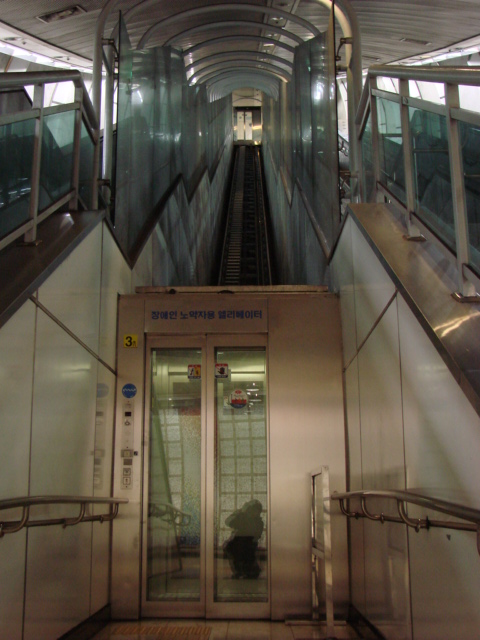
엘리베이터
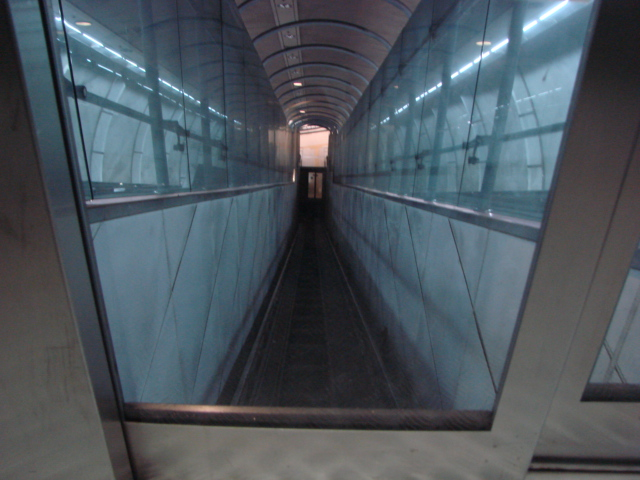
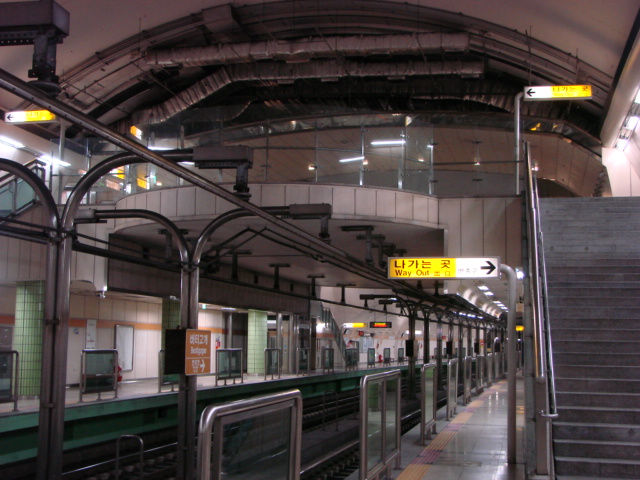
승강장 (스크린도어 설치 전)
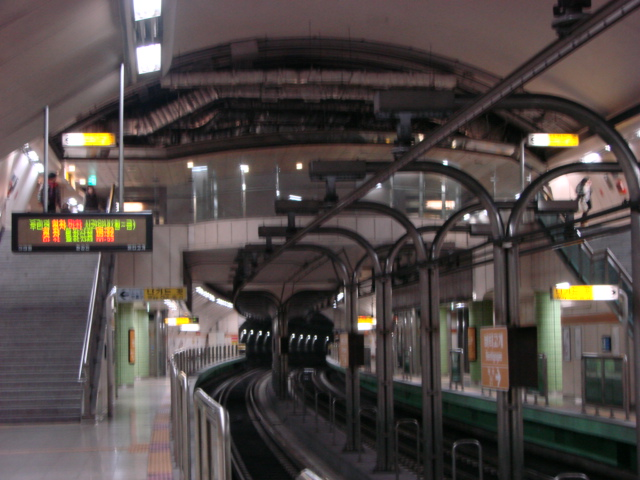
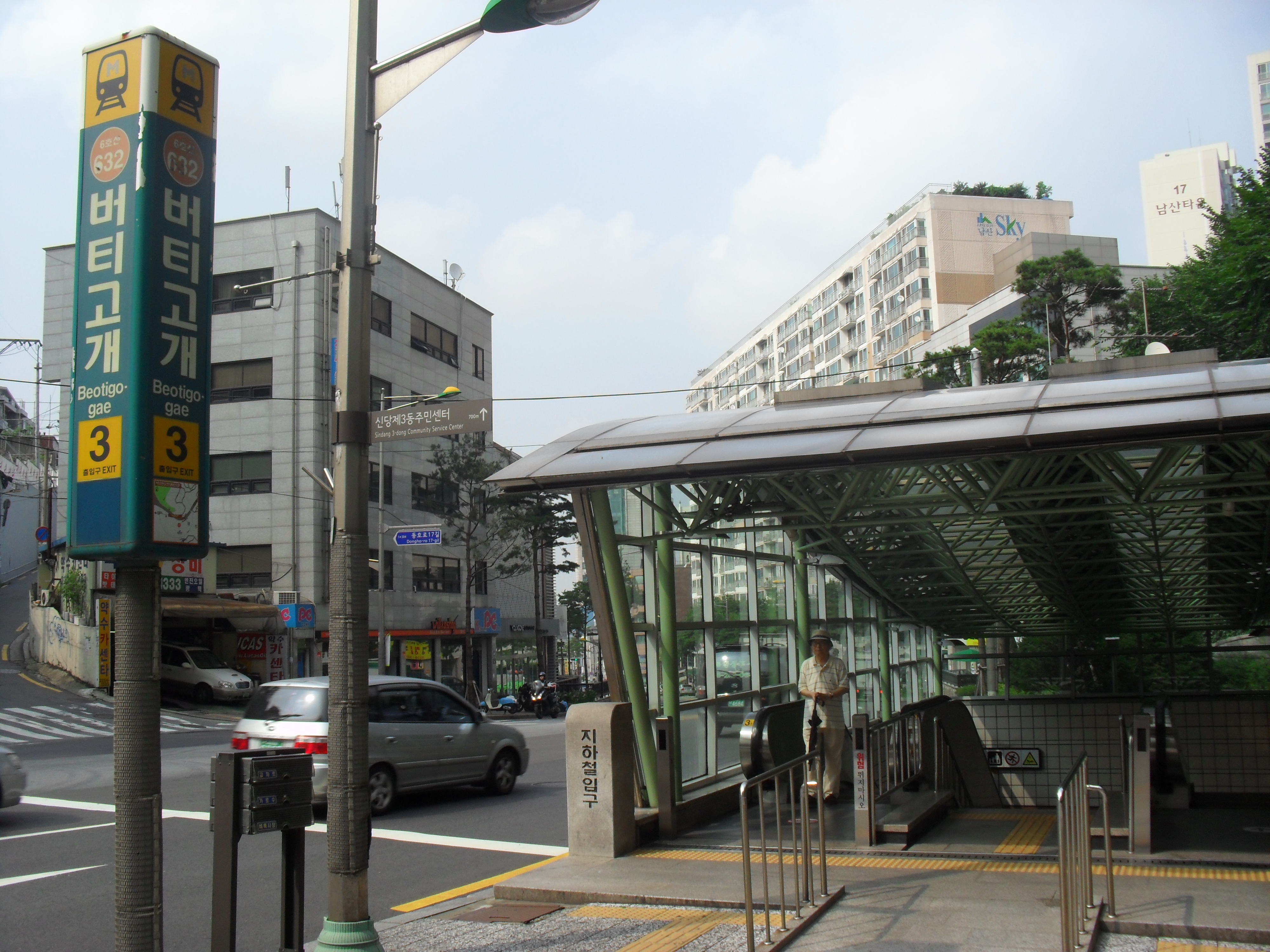
3번 출입구

## 인접한 역
| 서울 지하철 6호선    | 서울 지하철 6호선   | 서울 지하철 6호선  |
| -------------------- | ------------------- | ------------------ |
| 631 한강진 응암 순환 | ● 서울 지하철 6호선 | 633 약수 신내 방면 |

## 특이 사항
2003년 12월에 발표한 가수 하은의 노래인 《아프고 화나고 미안해》의 뮤직비디오가 촬영되었던 역이기도 하다.